# Julius von Wartensleben
Julius Caesar Leopold Carl Wilhelm Emil Bernhard Graf von Wartensleben (* 11. Juni 1809 in Klein-Wirsewitz bei Guhrau; † 12. Januar 1882 in Berlin) war Stadtgerichtsrat in Berlin, Rechtsritter des Johanniterordens und als Freimaurer Mitglied des Bundesdirektoriums der Großen National-Mutterloge „Zu den drei Weltkugeln“.

## Leben
Julius von Wartensleben war Page am Hof von Sachsen-Weimar-Eisenach. Danach studierte er Rechtswissenschaften in Berlin und Jena. In Jena wurde er am 19. Juli 1834 zum Dr. iur. promoviert. Am 6. Januar 1835 trat er in preußische Justizdienste und wurde Auskulator am Landgericht Bromberg. Stationen seiner Ausbildung dort war die Staatsanwaltschaft in Koronowo und das Stadt- und Landgericht Inowrazlaw. Am 28. Oktober 1836 wurde er zum Oberlandesgerichts-Referendar ernannt und im Dezember 1836 an das Oberlandesgericht Königsberg versetzt. Im November 1838 wechselte er an das Kammergericht. Nach dem zweiten Staatsexamen wurde er am 12. Mai 1840 Kammergerichtsassessor. Von Juni bis September 1840 war er Richter am Stiftsgericht des Stifts zum Heiligengrabe. Danach wurde er als Hilfsarbeiter an das Stadt- und Landgericht Lobens versetzt, wo er bis zu seiner Rückkehr an das Kammergericht 1846 wirkte. Am 12. Januar 1847 wurde er Assessor am Stadtgericht Potsdam und am 10. Mai 1850 zum Stadtrichter am Stadtgericht Berlin befördert. Am 19. April 1852 erhielt er den Titel eines Stadtgerichtsrats.
Julius von Wartensleben war der erste Präsident der 1859 gegründeten Juristischen Gesellschaft zu Berlin, der er bis 1881 vorstand. Daneben gehörte er unter dem Vereinsnamen „Niebuhr“ der literarischen Gesellschaft „Tunnel über der Spree“ in Berlin an. Er ist der Verfasser der 1858 erschienenen, zweibändigen Familiengeschichte der Grafen von Wartensleben.

## Familie
Er stammte aus dem magdeburgischen Uradelsgeschlecht von Wartensleben, das 1703 in den Grafenstand erhoben wurde. Sein Vater war der Obristlieutenant Caesar Scipio Alexander Graf von Wartensleben (1785–1851), seine Mutter dessen erste Ehefrau Friederike von Gfug (1789–1831). Der preußische Generalfeldmarschall Alexander Hermann von Wartensleben (1650–1734) ist sein Ururgroßvater.
Am 23. Februar 1847 heiratete Julius von Wartensleben in Berlin Luise von Schmeling. Die Ehefrau war Stiftsdame im Kloster Stift zum Heiligengrabe gewesen und hatte Julius von Wartensleben in seiner Zeit als Stiftsrichter dort kennen gelernt.

## Schriften
- Commentatio de L. 13. § 5. Dig. De usu fructu (Dissertation). Typus Schreiberi, Jena 1834 Digitalisat
- Nachrichten von dem Geschlechte der Grafen von Wartensleben. Band 1 und Band 2, Albert Nauck & Comp. 1858 Digitalisat
- Die Geschichte und die Grundverfassung der Groß-Logen von England, Frankreich und Schweden. Als Manuscript gedruckt, E. S. Mittler und Sohn, Berlin 1871
- Geschichte der grossen Nationalmutterloge in den preußischen Staaten genannt zu den drei Weltkugeln. Nebst Bericht über die Gründung und Wirksamkeit der Wohlthätigkeitsanstalten für die Jahre 1875-1889. Nach der Revision vom Jahre 1890. Büxenstein Verlag, Berlin 1890